# Harry Attison
Harry Attison (* 12. November 1969) ist ein ehemaliger Fußballschiedsrichter aus Vanuatu. Er durfte ab dem 1. Januar 1998 auf internationaler Ebene tätig sein und leitete diverse Länderspiele bei mehreren großen internationalen Turnieren. Nach seinem Rückzug vom aktiven Sport wechselte Attison in das FIFA-Schiedsrichterkomitee.

## Qualifikationen
Im Folgenden sind die Qualifikationsspiele für die Endrunden großer Turniere aufgelistet, bei denen Attison als Schiedsrichter tätig war. 
- Qualifikation zur Fußball-Weltmeisterschaft 2002 – Ozeanische Zone / OFC

Tonga – Australien (0:22)
Samoa – Fidschi (1:6)
- Qualifikation zur Fußball-Weltmeisterschaft 2006 – Ozeanische Zone / OFC

Salomonen – Tonga (6:0)
Salomonen – Neukaledonien (2:0)
Australien – Tahiti (9:0)
Fidschi – Salomonen (1:2)

## Turniere
Im Folgenden sind die Endrunden der großen Turniere aufgelistet, bei denen Attison als Schiedsrichter tätig war. Fett markierte Spiele sind Finals.
- Fußball-Ozeanienmeisterschaft 2000

Salomonen – Cookinseln (5:1)
Australien – Neuseeland (2:0)
- U-17-Fußball-Weltmeisterschaft 2001

Nigeria – Vereinigte Staaten (2:0)
Argentinien – Burkina Faso (2:2)
Costa Rica – Burkina Faso (0:2)
- Fußball-Ozeanienmeisterschaft 2002

Neuseeland – Tahiti (4:0)
Neuseeland – Salomonen (6:1)
- Südpazifikspiele 2003

Tuvalu – Kiribati (3:2)
Fidschi – Kiribati (12:0)
Fidschi – Tahiti (2:1)
Fidschi – Neukaledonien (2:0)
- Fußball-Ozeanienmeisterschaft 2004

Australien – Tahiti (9:0)
Salomonen – Fidschi (2:1)
| Personendaten    | Personendaten                       |
| ---------------- | ----------------------------------- |
| NAME             | Attison, Harry                      |
| KURZBESCHREIBUNG | vanuatuischer Fußballschiedsrichter |
| GEBURTSDATUM     | 12. November 1969                   |